# منیزیم بنزوئات
منیزیم بنزوئات (به انگلیسی: Magnesium benzoate) با فرمول شیمیایی C۱۴H۱۰MgO۴ یک ترکیب شیمیایی با شناسه پاب‌کم ۶۲۳۷۱ است. که جرم مولی آن ۲۶۶٫۵۳ g/mol می‌باشد. 